# Левашов, Павел Артемьевич
Павел Артемьевич Левашов (Левашев; 1719(?) — 11 июля 1820) — русский писатель, дипломат и действительный статский советник.

## Биография
Левашов был выходцем из знатной дворянской семьи. Согласно «Московскому некрополю», родился в 1700 году, однако наиболее вероятным годом его рождения (на основании воспоминаний самого Левашова и того, что он активно действовал в 1780—1790-х годах) считается 1719 год. Сведений о том, где Левашов учился, не сохранилось, однако его сочинения выдают образованного человека, знал он и иностранные языки: итальянский, немецкий, французский.
6 января 1737 года поступил на военную службу. Участник русско-турецкой войны 1735—1739 годов. Получил звание прапорщика в мае 1738 года. В 1741—1743 годах являлся офицером Астраханского полка и воевал в Финляндии. Позднее перешёл в Куголминский пехотный полк. В 1750 году по распоряжению А. П. Бестужева-Рюмина переведён из Военной коллегии в Коллегию иностранных дел. Четвёртого декабря 1753 года поручик Левашов был включён «для обучения министерским делам» в свиту Г. К. Кайзерлинга, русского посла в Вене. Пожалован в 1751 году чином капитана. В 1757 году был назначен советником посольства. В апреле 1761 года — мае 1762 аккредитован в качестве министра при Германском императорском собрании в Регенсбурге.
19 августа 1763 года стал поверенным в делах в Константинополе. Он должен был сменить на посту заболевшего резидента А. М. Обрескова. Однако дальнейшая дипломатическая карьера Левашова начала складываться неудачно. Турецкое правительство не оказало ему официального признания, а Обресков сообщал о том, что французскому послу удалось дискредитировать нового поверенного в делах перед султаном. Кроме того, вскоре ухудшились отношения Левашова с самим Обресковым. Арестом Обрескова на официальной аудиенции 25 сентября 1768 года турецкий султан начал новую русско-турецкую войну. Левашов был ещё на свободе, когда, на следующий день после начала войны, узнал о послании султана крымскому хану приказа о нападении на границы Российской империи. Он отправил двух курьеров с шифрованными донесениями (киевскому генерал-губернатору и русскому послу в Варшаве), где раскрывал планы султана. Вскоре Левашов также был арестован турками, содержался вместе с другими русскими дипломатами при ставке великого визиря. Всех арестованных дипломатов перевозили вслед за турецкой армией. Во время плена Левашов вёл дневник, эти записи легли в основу его мемуаров.
Левашов был выпущен на свободу в мае 1771 года, в Россию он вернулся летом и был встречен с большими почестями: в частности, он многократно появлялся на «обеденном кушанье» во дворце. После этого он продолжил работу в Коллегии иностранных дел, где занимался подготовкой драгоманов. Известно, что в это время он много общался с А. Б. Куракиным, Н. И. Паниным и Е. Р. Дашковой. По именному указу императрицы от 15 ноября 1771 года Левашов стал действительным статским советником.
В 1782 году, находясь у белорусского генерал-губернатора П. Б. Пассека, встретился с Г. И. Добрыниным, который отзывался о Левашове как об интересном человеке с хорошим чувством юмора и прекрасной памятью. После начала в 1787 году ещё одной русско-турецкой войны Левашов часто встречался с Г. А. Потёмкиным и В. С. Поповым, в общении с которыми строил планы о создании на месте пристани Хаджибей (с 1795 года — Одесса) крупного морского порта, широкой русской колонизации Северного Причерноморья и развитии торговли в регионе. Осенью 1787 года находился в Лондоне. После отставки поселился в своём имении в Рогачёвском уезде, иногда совершая поездки в Могилёв и Москву, в которой он имел дом, сгоревший во время вторжения Наполеона.
Умер в Москве вероятно на 101-м (а согласно «Московскому некрополю», на 121-м) году жизни и был похоронен в Донском монастыре (могила и надгробие сохранились).

## Писательская деятельность
В 1757 году, пребывая в Вене, Левашов перевёл сочинение Ф. Кальера «О должности министра при дворах иностранных». К этому переводу прилагалось «Слово к истинным патриотам», в котором прославлялись внутри- и внешнеполитические успехи России, а также говорилось о необходимости привлекать к дипломатической деятельности не только иностранцев, но и русских. Кроме того, в своих заявлениях Левашов сочувствовал крестьянам и был недоволен крепостным правом.
В 1790 году была издана книга Левашова «Плен и страдания россиян у турков», рассказывающая о его пленении у турок. Писатель интересовался историей и внешней политикой, которым посвящены также следующие труды: «Картина, или Описание всех нашествий на Россию татар и турков» (издано в 1792; написано в 1774), «О первенстве и председательстве европейских государей и их послов и министров» (1792), «По денные записки некоторых происшествий во время прошедшей с турками войны от дня объявления оной по 1775 г.» (1790) и «Любопытная история славного города Одессы» (1819), а также, вероятно, «Цареградские письма о древних и нынешних турках…» (1789). Все сочинения Левашова издавались П. И. Богдановичем.